# Enrico Mattei
Enrico Mattei (Acqualagna, 29 de abril de 1906 – Bascapè, 27 de octubre de 1962) fue un político e industrial italiano, presidente del ENI (Ente Nazionale Idrocarburi).
Al terminar la Segunda Guerra Mundial se le encomendó la tarea de desmantelar la empresa petrolera estatal italiana Agip. Mattei no solo no la desmanteló sino que la amplió y la reorganizó bajo el nombre de Ente Nazionale Idrocarburi. Bajo su dirección, el ENI negoció importantes concesiones petroleras en el Medio Oriente, así como un importante acuerdo comercial con la Unión Soviética que ayudó a romper el oligopolio del que habían disfrutado hasta entonces las "Siete Hermanas", término que él mismo acuñó. También introdujo el principio según el cual el país que poseía las reservas de petróleo recibiría el 75% de las ganancias.
Mattei era demócrata cristiano y fue diputado entre 1948 y 1953. Estuvo casado y no tuvo hijos.
Murió en un accidente aéreo en 1962, probablemente causado por una bomba en el avión en el que viajaba. No se ha podido dilucidar qué grupo o estado fue responsable de su muerte. El asesinato de Mattei fue el tema de la película El caso Mattei, de 1972.

## Biografía
De origen humilde, su padre era guardia de circulación. Tras acudir a una escuela pública, a los 14 años entró de aprendiz en una panadería, luego fue recadero en una imprenta y terminó recalando en una tienda de curtidos donde ganó la confianza del patrón. Con 19 años ya era director de una empresa de 190 obreros.
Cuando Benito Mussolini llevó a cabo la Marcha sobre Roma en 1922 se unió al Partido Nacional Fascista, aunque al cabo del tiempo se distanciaría del fascismo. Durante la Segunda Guerra Mundial se integró en la resistencia como partisano, aproximándose a las ideas de la democracia cristiana, por lo que fue hecho prisionero por la Alemania nazi. Pudo escapar, regresando a la lucha y finalmente entró en Milán como dirigente partisano junto a las tropas aliadas.
Tras acabar la guerra le encargaron liquidar la empresa pública Agip, que controlaba el petróleo en Italia y que había sido creada durante el fascismo. Desobedeció las órdenes y animó a ingenieros y técnicos a seguir trabajando, en especial en las prometedoras prospecciones petrolíferas en el valle del Po. En 1946 se descubría un gran yacimiento de metano y pequeñas cantidades de petróleo. Abanderando el nacionalismo italiano, se empeñó personalmente y consiguió que la explotación se realizara exclusivamente por su compañía, impidiendo el acceso a otras empresas internacionales. 
En 1953 impulsó la creación del Ente Nazionale Idrocarburi (ENI), empresa estatal italiana, con la idea de que el Estado italiano compitiera directamente contra las grandes compañías petrolíferas de capital privado, a quienes acusaba de cartelizarse y de esta manera beneficiarse mutuamente de los altos precios del petróleo, en lugar de establecer una competencia real. Así, inició una agresiva campaña comercial ante los países productores. Hasta entonces las grandes compañías petrolíferas de Estados Unidos, Reino Unido y Francia ofrecían el 50% de los beneficios, mientras Mattei les ofrecería el 75%. Mattei obtuvo pronto importantes concesiones en países como Irán, Egipto, Túnez, Marruecos, Hungría o Checoslovaquia. Una parte importante del petróleo que extraía o compraba se refinaba en Italia y luego se vendía, con lo que este país, que apenas contaba con recursos petrolíferos, se convirtió de su mano en una gran potencia en este sector. Además, extendió su actividad a la construcción y control de oleoductos, lanzando al mar una gran flota de petroleros.
Abanderó en Italia lo que se llamó "apertura a la izquierda", con una política económica donde el Estado tenía el papel protagonista. Así, también impulsó plantas eléctricas, industrias atómicas e incluso carreteras, hoteles y almacenes, bajo un prisma estatalizador e incluso anticapitalista, muy cercano al socialismo, proclamando que iba contra los grupos financieros y monopolistas tradicionales. Para defender su política fundó el diario Il Giorno en Milán. El gran poder que consiguió, al igual que su personal modo de gestión, más propio del dueño de una empresa privada que de un ente público, llevó a que fuera a la vez temido y odiado.

## Muerte
El 27 de octubre de 1962 en vuelo de Catania (Sicilia) hacia el aeropuerto de Milan-Linate, el jet de Mattei, un Morane-Saulnier MS.760 Paris, se estrelló en los alrededores de la pequeña villa de Bascapè en Lombardia. La causa del accidente ha sido un misterio. Hay fuertes indicios que el avión se estrelló por la presencia de una bomba oculta en el aeroplano. Los tres hombres que estaban a bordo murieron: Mattei, su piloto Irnerio Bertuzzi y el periodista estadounidense de Time-Life William McHale. Oficialmente fue declarado como un accidente. El Ministro Italiano de Defensa, Giulio Andreotti fue responsable de la investigación del accidente en ese tiempo y esas fueron sus conclusiones.
Durante su controvertida dirección de ENI, Mattei había hecho muchos enemigos. El U.S. National Security Council lo describió como irritativo y un obstáculo en un reporte clasificado en 1958. Los franceses no pudieron olvidar lo que les hizo a sus negocios con el movimiento pro-independentista de Argelia en ese tiempo colonia francesa. La responsabilidad de su muerte se le atribuyó a la CIA, al grupo extremista nacionalista francés, la OAS y a la Mafia siciliana.
De acuerdo al documental de la TV del 2001 de Bernhard Pletschinger y Claus Bredenbrock, las evidencias fueron inmediatamente destruidas en el sitio del accidente. Los instrumentos de vuelo sumergidos en ácido. El 25 de octubre de 1995, se le presentó al público italiano un reportaje de la RAI en relación con la exhumación de los restos humanos de Mattei y Bertuzzi. Escombros metálicos deformados por una explosión fueron encontrados en los huesos. Se ha especulado que fue debido a la fusión del dispositivo de la explosión que hizo blanco con el mecanismo del tren de aterrizaje. En 1994 las investigaciones fueron reabiertas y en 1997 un indicador de metal y un anillo fueron analizados por el profesor Firrao del Politécnico de Turín y pistas de una explosión fueron encontrados. Basados en esta evidencia el episodio fue reclasificado por el jurado como homicidio, pero quién o quienes lo perpetraron, desconocidos. 
Sin confiar en el Sifar (Servicio Secreto Italiano), teniendo todos los apoyos legales completos, Mattei había constituido un pequeño personal de guardaespaldas formado por antiguos partisanos. el grupo ENI el cual lo protegía.

### Otros datos sobre el accidente
- De acuerdo a Phillipe Thysaud de Vosjoli, un exagente del servicio secreto francés SDECE, agentes de esta organización fueron los responsables de estrellar el avión que acabó en 1962 con la vida de Mattei. Mattei estaba a punto de adquirir una instalación para explotación petrolera para uso de la industria italiana en Argelia, territorio francés en ese entonces. Un agente francés con el código encubierto de  "Laurent" jugueteó con la aeronave de Mattei.

- Cuando se estaba realizando la película The Mattei Affair (El asunto Mattei) en 1970, Francisco Rosi encargó al periodista Mauro de Mauro la investigación de los últimos días de Mattei en Sicilia. De Mauro obtuvo una audio grabación de sus últimas palabras siendo estudiados. El periodista desapareció ocho días después de la obtención de la grabación el 16 de septiembre de 1970 sin dejar rastro. Su cuerpo nunca fue encontrado. Todos los carabineri y agentes investigadores de la Policía buscaron a De Mauro y ellos concluyeron su secuestro y más tarde su asesinato. A esta conclusión llegaron el general Alberto Dalla Chiesa y Boris Giuliano ambos asesinados posteriormente por la mafia.

- Tommaso Buscetta, un importante desertor de la Mafia (arrepentido), declaró que la Mafia Siciliana había estado involucrada en el asesinato de Mattei. De acuerdo a Buscetta, Mattei fue asesinado a petición de la Cosa Nostra estadounidense porque sus políticas dañaban de manera importante sus intereses en el Medio Oeste de los Estados Unidos. El periodista De Mauro fue posteriormente asesinado en 1970, cuando la investigación de la muerte de Mattei se acercaba a la verdad. Gaetano Ianni, otro "pentito" (arrepentido), declaró que había un arreglo especial entre la Cosa Nostra y "algunos extranjeros" para la eliminación de Mattei, organizado por Giuseppe Di Cristina. Estas declaraciones provocaron nuevas consultas, incluyendo la exhumación del cuerpo de Mattei.

- El almirante Fulvio Martini, más tarde jefe de SISMI (servicio secreto militar), declaró que al avión de Mattei le habían disparado cuando aterrizaba. En 1986, el ex primer ministro Italiano Amintore Fanfani describió el accidente como un disparo, tal vez siendo el primer acto de terrorismo en Italia.

La trágica desaparición del padre de la industria petrolera italiana fue llevada al cine por Francesco Rosi, en el reconocido filme El caso Mattei de 1972, interpretado por Gian Maria Volonté.